# 肺動脈弁狭窄症
肺動脈弁狭窄症（英: pulmonary valve stenosis）とは肺動脈弁の狭窄を原因とする右心室からの血液流入を呈する心臓弁膜症。この結果、肺への血液流量が減少する。肺動脈弁狭窄症は右心室の流出路閉塞の80%を占める。肺動脈弁狭窄症の最も多い原因は先天性心疾患であり、リウマチ性心疾患や悪性カルチノイド腫瘍も原因となる。 

## 症状
症状として頸静脈怒張、チアノーゼ、右心室肥大、低酸素血症の一般症状が含まれる。肺動脈弁狭窄症が軽度の場合、何年にもわたり無症状であることがある。重度の場合、過度の運動時に突然の失神や目まいを示すことがあり、また、肝腫大や肺水腫を呈することがある。

## 診断
肺動脈弁狭窄症の初期診断には心臓超音波検査を必要とする。肺動脈弁狭窄症の程度は弁の最大圧較差（peak pressure gradient: PPG）によって評価される。PPGが50 mmHgを超える場合、一般に治療の根拠となる。25 mmHg以下の場合、一般に治療を必要としない。両者の中間値を示す場合はグレーゾーンである。

## 治療
外科的な弁の置換や修復が望まれる。先天性の肺動脈弁狭窄症ではバルーン弁形成術が選択されることもある。